# Вила Берти (Ријети)
Вила Берти је насеље у Италији у округу Ријети, региону Лацио.
Према процени из 2011. у насељу је живело 20 становника. Насеље се налази на надморској висини од 900 м.